# ТЕП70
ТЕП70 (Тепловоз з Електричною передачею, Пасажирський, розроблений в 1970-х) — пасажирський тепловоз, що вироблявся з 1973 до 2006 на Коломенському заводі в СРСР, згодом у Росії, де його модифікували. Габарит за ГОСТ 9238—59.
2024 Укрзалізниця почала модернізацію тепловозів серії для підміни електровозів при пошкодженнях енергетичної мережі після ворожих обстрілів.

## Історія створення
Збільшення маси й швидкості пасажирських поїздів в 1970-ті роки потребувало застосування на деяких лініях потужніших, ніж ТЕП60 тепловозів. На Приволзькій і Жовтневій залізницях Радянського союзу почали застосовувати тепловози 2ТЕП60, але через застосування двосекційних тепловозів збільшувалися витрати на перевезення. Необхідно було створити новий тепловоз, який би мав більшу потужність, ніж ТЕП60, але без значного збільшення його маси.
Проєктування тепловоза, який відповідав таким параметрам, виконала група конструкторів Коломенського тепловозобудівного заводу під керівництвом Хлебнікова.
Перший тепловоз був побудований у червні 1973 року. Тепловоз отримав позначення ТЕП70-0001. В 1974—1975 роках були побудовані тепловози 0002, 0003, 0004, в 1977—1978 — 0005, 0006, 0007. Дослідні тепловози ТЕП70 направляли в депо Орша Білоруської залізниці для експлуатаційних випробувань. Тепловоз ТЕП70-0005 пройшов теплотехнічні й динамічні випробування.

## Опис
Кузов тепловоза був виготовлений з низьколегованої сталі й алюмінієвих сплавів. Кузов — тримкий, спирається на візки через дві центральні маятникові опори з гумовими амортизаторами і чотирма боковими циліндричними гвинтовими пружинами. Візки аналогічні візкам тепловозу ТЕП60, але мали відмінності, колісні пари мають діаметр по кругу катання 1220 мм.
Досвід, отриманий під час випробувань, вказав на недоліки машини, які згодом виправили. З 1978 року завод розпочав виробництво тепловозів із номера 0008, вони значно відрізнялися від своїх попередників, по суті це був ТЕП75 із дизельним двигуном від перших номерів ТЕП70.
Надалі зміни в конструкцію вносилися під час випуску тепловоза.
Розрізняють 3 типи тепловозів ТЕП70:
- 1 тип — дослідні 0001-0007.
- 2 тип — серійні 0008-0185, з вертикальним розташуванням буферних ліхтарів, і клепаними з'єднаннями панелей обшивки кузова. До кінця 30-х номерів лобове скління кабіни не мало вертикальної перемички, хоча складалося з двох половинок, які були склеєні одна з одною. Згодом від цієї схеми відмовилися, бо після першої зими шов давав тріщину, скло втрачало герметичність.
- 3 тип — серійні 0186-0576, з горизонтальним розташуванням буферних ліхтарів, змішаним з'єднанням кузовних панелей.

До середини 300-х номерів тепловози, аналогічно ТЕП60, мали можливість роботи за системою багатьох одиниць, для чого з боку кабіни «Б» оснащувалися з'єднанням. Надалі відпала необхідність встановлення подібного з'єднання, розетки заводом більше не встановлювалися, а на раніше випущених тепловозах — ліквідовувалися.

## Конструкція

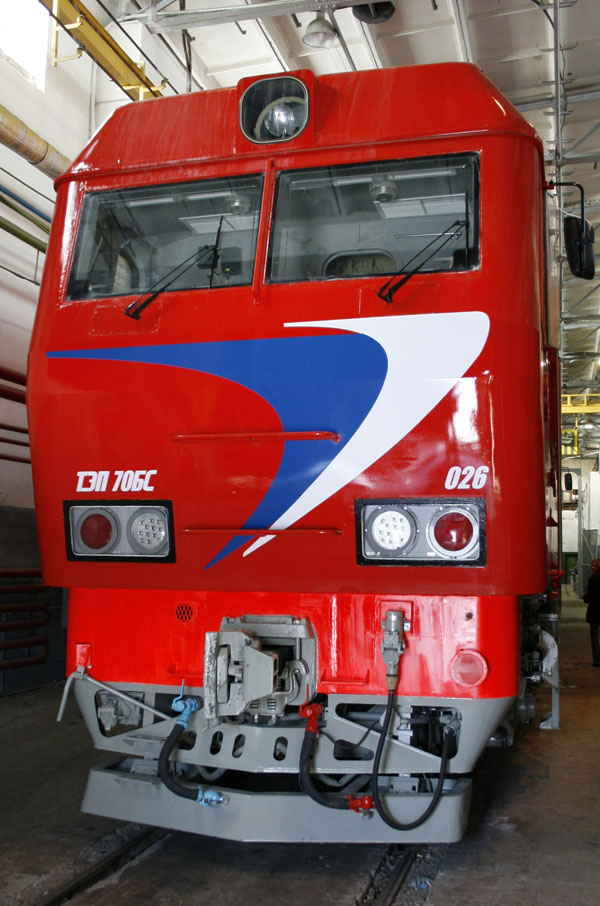
Тепловоз ТЕП70БС в цеху Коломенського заводу

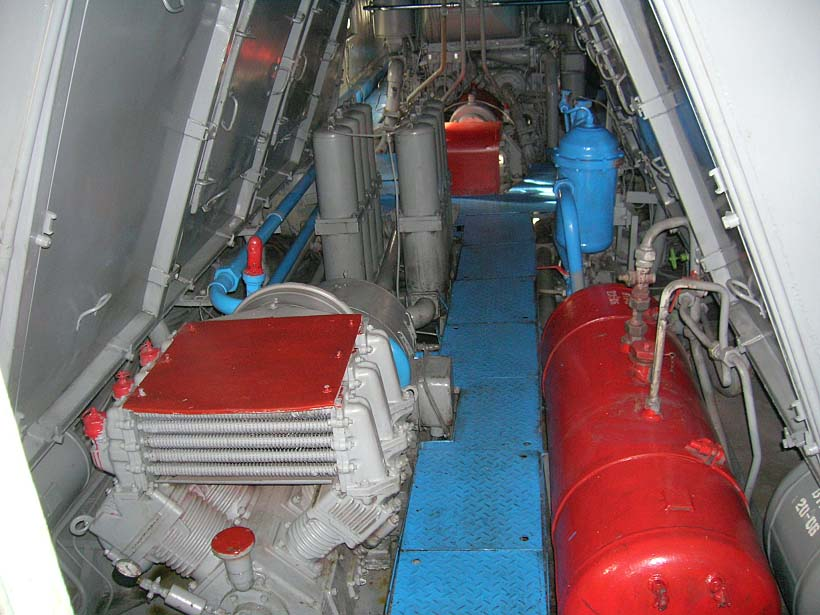
Вид з кабіни в шахту холодильника, тепловоз ТЕП70

Конструкцією ТЕП70 частково схожий на свого попередника ТЕП60 — тримкий кузов, тривісний візок з опорно-рамним приводом системи Альстом (порожнистий вал, жорстко зв'язаний з тяговим двигуном; всередині вала проходить вісь колісної пари, а колеса зв'язані з порожнистим валом гумометалевими повідками), практично аналогічне холодильне обладнання з двома вентиляторами, що мають гідростатичний привід.
Відмінностей було набагато більше: неекономічний двотактний дизельний двигун серії ДН23/30 (такий, як на тепловозах М62, але зі збільшеним числом циліндрів і проміжним охолодженням) замінений чотиритактним 5Д49, а електропередача постійного струму — передачею змінно-постійного струму. Потужність зросла з 3000 к. с. до 4000 к. с.
Конструкція силової установки й електропередачі така ж, як у тепловозів 2ТЕ116 і ТЕМ7 — двигун Д49 приводить в дію два оливні насоси (першого і другого ступеня), два водяні насоси (першого контуру, який охолоджує двигун, і другого контуру, який охолоджує оливу двигуна і наддувне повітря), дві допоміжні електромашини (колекторний стартер-генератор і однофазний синхронний збуджувач) і через пружну муфту тяговий синхронний генератор (ГС), який має на статорі дві трифазні зірки, які зсунуті одна відносно одної на 30 градусів. Струм з кола управління (напруга 110 В, виробляється стартер-генератором) подається на ротор збуджувача, вироблений збуджувачем змінний струм випрямляється керованим випрямником збуджувача КВЗ (КВЗ зібраний з тиристорів і дозволяє в процесі випрямлення регулювати напругу, управління КВЗ здійснюється блоком управління збудження) і подається на ротор стартер-генератора.

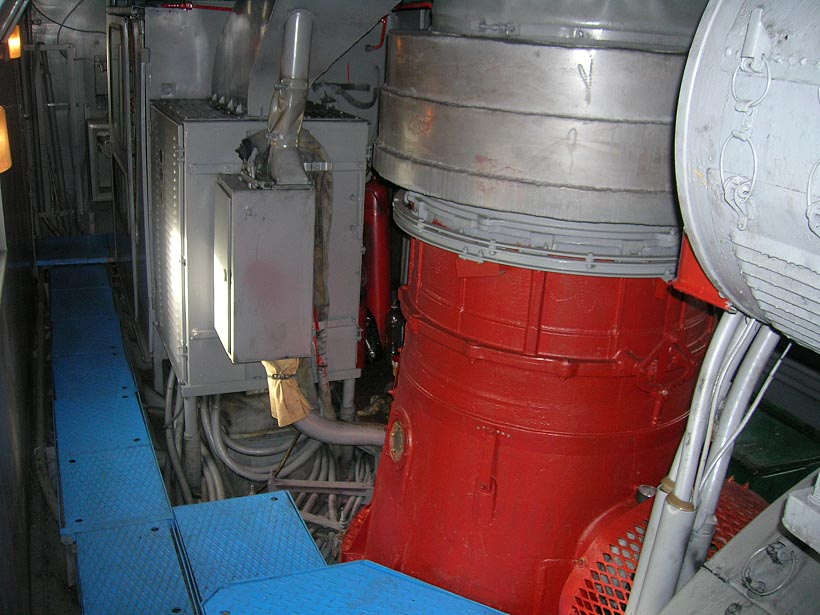
Тягове електрообладнання и установка ЦПЗ тепловоза ТЕП70

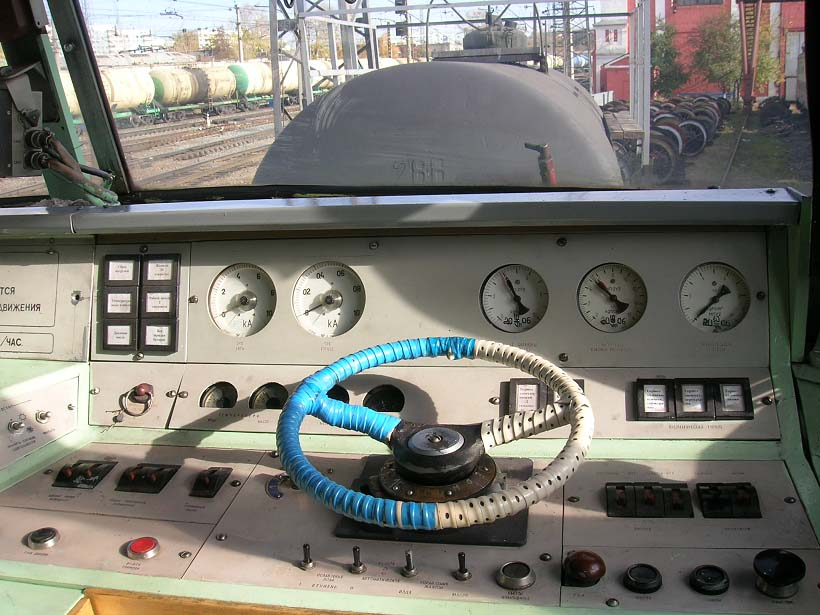
Пульт машиніста тепловоза ТЕП70

Вироблений генератором змінний струм випрямляється у випрямній установці ВУ, зібраній із діодів, і через поїзні контактори подається на шість паралельно з'єднаних тягових двигунів. Також в силовому колі наявний пневматичний реверсор і перемикачі послаблення поля, які дозволяють отримати два ступені послаблення збудження. Реверсором керує машиніст, а перемикачі послаблення поля вмикаються автоматично або за допомогою реле переходу, яке контролює струм і напругу тягових двигунів. Система управління збудженням електронна, контролює струм і напругу тягового генератора та навантаження двигуна, за допомогою встановленого в регуляторі ддвигуна індуктивного датчика, а також інші параметри.
Допоміжних машин на тепловозі чотири — установка центрального повітрозабезпечення ЦПЗ, мотор-компресор і два вентилятори холодильника. ЦПЗ є високоефективним осьовим (аксіальним) вентилятором з нерухомими напрямним і випрямним апаратами лопаток, яка забезпечує повітрям всі шість тягових двигунів, ГС, ВУ КВЗ. Мотор-компресор ПК-5,25 із номінальною частотою обертання 1450 об/хв і подачею 5,25 куб. м/хв, встановлений також на промисловій модифікації тепловоза ТЕМ7, маневровому тепловозі ТГМ6 і електровозі ДЕ1, ТЕП70 має електропривід від колекторного двигуна, що живиться від стартер-генератора постійним струмом напругою 110 В. Два встановлені під дахом тепловоза осьові вентилятори обертаються від встановлених на їхніх валах девятициліндрових аксіально-поршневих гідродвигунів, які живляться малов'язкою оливою під тиском до 220 кг/см². Створюється цей тиск двома встановленими на двигуні гідронасосами. Гідронасоси і гідродвигуни однакові і відрізняються лише функціями.

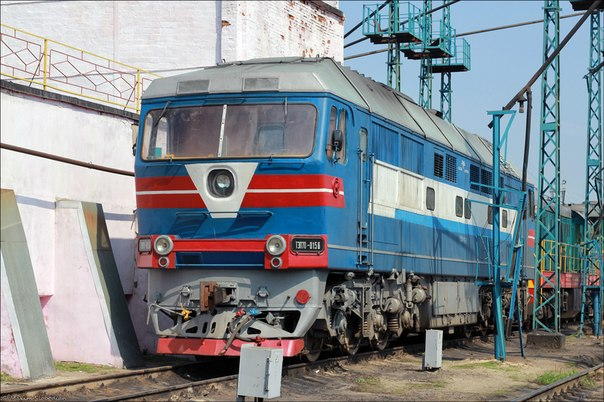
Тепловоз ТЕП70-0156 в ТЧ-5 ім. Тараса Шевченка, Черкаська область

Кабіна тепловоза значно відрізняється від кабіни ТЕП60. Ручне гальмо розташоване на задній стінці кабіни, завдяки чому вдалося встановити суцільний пульт у вигляді столу. Штурвал контроллера розташований перед машиністом, завдяки чому керувати ним можна обома руками. В машинному відділені доволі просторо, високовольтна камера, розташована за першою кабіною, має прохід з обох сторін. За нею знаходяться ВУ і КВЗ, далі ЦПЗ, а за ЦПЗ — тяговий генератор і двигун. З іншого боку двигуна встановлені насоси і гідронасоси. У шахті холодильника встановлені мотор-компресор, фільтри оливи, пожежний піноутворювач і оливопрокачувальний насос двигуна. Повітря, що засмоктується двигуном з обох боків тепловоза крізь жалюзі під дахом, проходить крізь восьмигранні сітчасті касети, нижня частина яких занурена в оливні ванни, а через верхню частину проходить повітря. Для змочування касет передбачений пневматичний привід, який провертає їх на 45 градусів за один хід. Автоматична робота приводу побудована доволі оригінально — він спрацьовує при кожному включенні мотор-компресора.

## Модифікації
ТЕП70БС, спочатку ТЕП70А — глибока модернізація ТЕП70. Значно змінено електрообладнання. 2002—2019 виготовлено 342 локомотивів.
ТЕП70У — ТЕП70БС без системи електроопалення пасажирського поїзда. 2006—2007 збудовано 26 локомотивів.